# 夏敬观

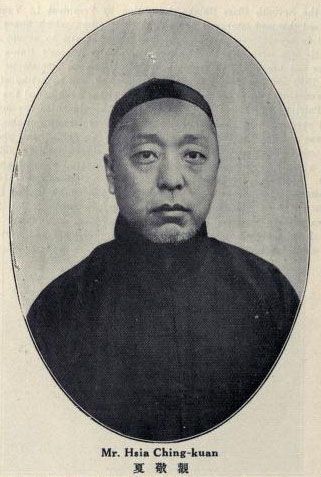

夏敬觀（1875年—1953年），字劍丞，一作鑑丞，又字盥人、緘齋，晚號吷庵，別署玄修、牛鄰叟。江西新建人，江西派著名詩人。
1891年（光緒十七年）入新建縣學，1894年（光緒二十年甲午）中舉人，隨經學大師皮錫瑞學習，工詩，專學孟郊、梅堯臣，詞則出入歐陽修、晏殊、姜夔、张炎，朱孝臧稱其詞可與文廷式相頡頏。曾入張之洞幕府，辦兩江師範學堂，任江蘇提學使，兼復旦公學第三任校長，和中國公學監督。光緒三十五年（1909年）辭官。
1916年任涵芬樓撰述，1919年任浙江省教育廳長，1924年辭職閒居上海，著書作畫以終。著有《吷庵詞》、《忍古樓詩集》、《忍古樓詞話》、《詞調溯源》等。